# Marcus Calasans
Marcus Vinicius Calasans Camargo – brazylijski zapaśnik walczący w stylu wolnym. Wicemistrz Ameryki Południowej w 2017 i 2019 roku.